# Alien: Isolation
Alien: Isolation è un videogioco survival horror in prima persona, sviluppato dallo studio britannico The Creative Assembly e pubblicato da SEGA il 7 ottobre 2014 per le piattaforme PlayStation 3, PlayStation 4, Xbox One, Xbox 360 e Microsoft Windows, ed il 5 dicembre 2019 anche per Nintendo Switch.
Successivamente Feral Interactive ha distribuito le versioni per macOS e Linux. Il gioco è arrivato anche su Nintendo Switch il 5 dicembre 2019, sempre ad opera di Feral Interactive. 
Il titolo è ambientato nell'anno 2137, ovvero 15 anni dopo gli eventi di Alien e 42 anni prima quelli di Aliens - Scontro finale. La protagonista è Amanda Ripley, impegnata a indagare sulla scomparsa di sua madre Ellen Ripley. Amanda si dirige sulla stazione spaziale Sevastopol per recuperare la scatola nera della Nostromo, ma scoprirà soltanto che uno Xenomorfo ha terrorizzato la stazione e ucciso la maggior parte dell'equipaggio.

## Trama
Anni dopo gli avvenimenti di Alien, Amanda Ripley, figlia di Ellen Ripley viene informata da Christopher Samuels, un androide della Weyland-Yutani, che la scatola nera della Nostromo è stata rintracciata e recuperata da una nave chiamata Anesidora, e che è stata trasferita sulla stazione spaziale Sevastopol, proprietà della Seegson in orbita attorno al gigante gassoso KG348. Samuels offre ad Amanda un posto nella squadra della Weyland-Yutani, inviata per prelevare la scatola nera, affinché lei possa avere tutte le risposte riguardo alla morte della madre. Così Ripley, Samuels e Nina Taylor (una piccola dirigente della Weyland-Yutani) viaggiano verso Sevastopol a bordo della nave Torrens, sotto il controllo del capitano Diane Verlaine. Arrivati a destinazione, scoprono che la stazione è danneggiata e le comunicazioni sono stranamente assenti. I tre membri della squadra, decisi a proseguire la loro missione, decidono di entrare nella stazione uscendo nello spazio muniti di tute. Durante il tragitto si verifica un'esplosione che separa Ripley da Samuels e Taylor. Amanda, sforzandosi di raggiungere il portellone d'accesso, riesce a entrare.
Arrivata all'interno di Sevastopol, Ripley scopre che l'equipaggio si è diviso in piccoli gruppi di saccheggiatori spaventati e paranoici, che accumulano risorse e sparano a vista agli sconosciuti. Dopo una piccola esplorazione, Amanda incontra Axel, un sopravvissuto che la teneva d'occhio. Lei lo convince ad aiutarla in cambio di un posto sulla Torrens non appena fossero riusciti a contattarla. Axel spiega che la situazione in cui si trova Sevastopol è causata dalla presenza di un «mostro» sulla stazione. Poco dopo lo Xenomorfo appare e lo trafigge, trascinandolo nei condotti. Ripley riesce finalmente a trovare la scatola nera, ma scopre che i dati sono stati eliminati. A questo punto Amanda, continuamente braccata dall'alieno e da alcuni androidi che hanno comportamenti insolitamente aggressivi, riesce a contattare Samuels il quale la informa che Taylor è stata ferita, costringendo Ripley a recuperare forniture mediche dal reparto ospedaliero della stazione.
Una volta recuperati i medicinali Amanda si riunisce con Samuels e Taylor, scoprendo che la squadra è stata presa in custodia dal maresciallo della stazione, Waits, e dal suo vice Ricardo. Waits spiega che l'alieno è stato portato a bordo da Marlow, capitano della Anesidora che è ora tenuto sotto custodia. Ripley parla con Marlow e viene a sapere che la scatola nera è stata trovata nei pressi del planetoide LV-426, dove hanno anche scoperto un'astronave abbandonata e un nido di strane uova aliene. La moglie di Marlow, Foster, è stata attaccata da uno stringifaccia uscito da un uovo e, in cerca di aiuto, Marlow l'ha portata sulla stazione Sevastopol per farla curare. Una volta a bordo è nato lo Xenomorfo, causando la morte di Foster e seminando il panico sulla stazione. 
In seguito al racconto di Marlow, Waits convince Ripley ad aiutarlo nella messa in atto di un piano per uccidere la creatura. Dopo un primo fallimento, lo scopo di Waits diviene quello di intrappolare la creatura in un modulo della stazione che può essere sganciato in caso di emergenza. Solo dopo aver inizializzato la procedura di distacco del modulo, emergerà che Waits stava usando Ripley come esca per attirare l'alieno nel modulo esterno, per poi espellere dalla stazione sia lo Xenomorfo sia lei, sacrificandola. Dopo l'espulsione del modulo, spinta dall'istinto di sopravvivenza Amanda riesce a trovare una tuta spaziale e si lancia nello spazio tramite la camera stagna. Con un colpo di fortuna riesce ad aggrapparsi a Sevastopol e rientrarvi, mentre l'alieno ancora intrappolato viene scaraventato sul gigante gassoso.
Con il pericoloso alieno smaltito dalla stazione, la situazione a bordo sembra sotto controllo fino a quando gli androidi improvvisamente abbandonano le aree ad accesso ristretto della stazione e cominciano a cacciare e massacrare i sopravvissuti (inizialmente i sintetici si manifestavano ostili solo nelle aree ad accesso ristretto). Arrivata all'ufficio di Waits, Ripley scopre che dei sintetici vi si sono intrufolati, riuscendo così a massacrare Waits e tutti i suoi uomini eccetto Ricardo, il quale si è salvato. A questo punto, guidata dallo stesso Ricardo, Ripley va alla ricerca di Samuels scoprendo che sta tentando di interagire con APOLLO, l'intelligenza artificiale che controlla Sevastopol e tutti gli androidi della stazione.
Durante la ricerca, si scopre da Ricardo che Taylor era in missione per recuperare l'alieno per conto della Weyland-Yutani, ed era intenzionata a farsi dare la posizione di LV-426, il planetoide su cui è stata trovata la creatura.
Una volta raggiunto da Ripley, Samuels tenta di comunicare con APOLLO usando le cabine di comunicazione riservate ai sintetici Seegson per segnalare che la creatura aliena non è più a bordo, chiedendo quindi di interrompere il protocollo d'emergenza che impone il blocco delle comunicazioni e l'ostilità dei robot nei confronti degli umani. Tuttavia, essendo lui un modello Weyland-Yutani, il sistema di protezione della cabina lo riconosce come tale e lo disattiva per impedirgli di comunicare con APOLLO, ma non prima che potesse indicare ad Amanda un secondo metodo per interagire con il programma. Amanda sarà quindi costretta a raggiungere il nucleo di APOLLO e accedere al terminale per la consultazione umana.
Interagendo con il computer, Amanda scopre che Sevastopol è stata recentemente acquistata dalla Weyland-Yutani, che, grazie a contatti interni alla stazione, è venuta a conoscenza della presenza dell'alieno a bordo e, intenzionata ad impossessarsene per i suoi scopi, ha inviato ad APOLLO un ordine speciale che prevede l'utilizzo di ogni misura necessaria per proteggere l'esemplare in attesa di un futuro recupero, mantenendo allo stesso tempo la stazione in quarantena e priva di comunicazioni così che nessuno potesse interferire con i piani della compagnia.
Allorché, Ripley segnala ad APOLLO che la creatura non è più a bordo e chiede quindi di sospendere l'ordine speciale, tuttavia l'intelligenza artificiale rivela che non è possibile accertare l'assenza della creatura nel reattore centrale della stazione e si rifiuta quindi di annullare l'ordine. Amanda si ritrova così costretta a ispezionare la zona indicatagli dal programma. Una volta giunta al reattore la ragazza scopre, orripilata, un grandissimo nido costruito dagli alieni nel quale sperimenta (tra le altre cose) il primo incontro con gli stringifaccia, alcuni dei quali avevano già «fecondato» diversi membri dell'equipaggio dando vita a molti Xenomorfi. Ripley decide così di avviare la sequenza di scarico dell'energia dal reattore, nel tentativo di distruggere il nido. L'impresa sembra riuscire, tuttavia alcuni alieni riescono a fuggire in tempo e si disperdono nella stazione.
Anche se la situazione pare essere precipitata, il riavvio del reattore ha ristabilito temporaneamente le comunicazioni, permettendo a Marlow (che nel frattempo era riuscito a liberarsi e prendere in ostaggio Taylor) di richiamare a distanza l'Anesidora e salire a bordo di essa. Così Ripley e Ricardo li seguono per cercare di fuggire dalla stazione usando proprio la nave di Marlow. Una volta salita a bordo con uno shuttle ambulanza, Ripley segue le tracce di Marlow e trova una registrazione di sua madre estratta direttamente dalla scatola nera del Nostromo. Nel messaggio, rivolto proprio ad Amanda, Ellen Ripley spiega commossa la sorte della sua nave e il destino incerto che lei stessa dovrà affrontare, rivolgendo infine un ultimo messaggio di affetto alla figlia.
Una volta ascoltata la registrazione, Amanda, ancora scossa, viene interrotta da Marlow che rivela di essere intenzionato a far esplodere il reattore nucleare a fusione dell'Anesidora per distruggere Sevastopol e far sì che gli Xenomorfi non vengano mai più a contatto con l'umanità. Taylor riesce a colpirlo e fargli perdere conoscenza, ma non prima che potesse avviare la sequenza di autodistruzione. Ripley cerca di bloccare l'esplosione, ma riesce solo parzialmente nell'impresa in quanto la nave è comunque destinata a distruggersi, seppur con una detonazione di minore entità. Nel frattempo Taylor viene uccisa da un sovraccarico elettrico. Amanda riesce a salire a bordo dello shuttle appena prima che la nave venga disintegrata e torna sulla stazione. L'esplosione infatti non ha distrutto anche Sevastopol, tuttavia ha danneggiato gli stabilizzatori orbitali della stazione, condannandola a precipitare inesorabilmente verso il gigante gassoso KG348. Ripley e Ricardo riescono a contattare la Torrens per organizzare il loro recupero, ma Ricardo viene attaccato da uno stringifaccia e Ripley è costretta ad abbandonarlo. Dopo varie vicissitudini, Amanda riesce a raggiungere la Torrens lanciandosi con la tuta dalla stazione alla nave. Sevastopol perde quindi la sua orbita ed entra nell'atmosfera di KG348, scomparendo per sempre. A bordo della Torrens, Ripley perde improvvisamente il contatto con il capitano Verlaine e successivamente scopre che uno Xenomorfo è riuscito a salire a bordo. Ancora nella tuta spaziale, Amanda è in trappola, con l'alieno che si avvicina sempre di più. La sua unica scelta è quella di aprire il portellone della camera stagna, spedendo nello spazio sé stessa e l'alieno.
Ripley, ormai alla deriva nello spazio e priva di sensi, viene risvegliata da una forte luce, presumibilmente di una nave non identificata che si avvicina.

## Personaggi
- Amanda Ripley: la ventitreenne figlia di Ellen Ripley che, a quindici anni dalla scomparsa della madre, si mette in cerca della scatola nera della nave Nostromo per venire a capo del mistero che attornia la spedizione su LV-426. Sebbene cosciente dei rischi che circondano la sua missione, Amanda mostra fin da subito un fortissimo istinto di sopravvivenza capace di tirarla fuori dai guai il più delle volte.
- Christopher Samuels: un androide tecnologicamente avanzato, successivo alla Serie-Z, progettato dalla Weyland-Yutani Corporation per essere quasi completamente uguale agli esseri umani. Il suo processore gli permette pertanto di mimare le emozioni umane e di mascherare per la maggior parte del tempo la sua vera natura. Nonostante un comportamento formale e nel complesso civile, Samuels può fare ricorso alla sua elevata forza fisica per difendersi e abbattere i nemici con facilità.
- Nina Taylor: una semplice dipendente della Weyland-Yutani, incaricata dal comandante della Torrens, la nave di Ripley, di accompagnare la ragazza nel suo transito verso la stazione Sevastopol.
- Marshal Waits: il capo della sicurezza sulla nave Sevastopol, autoritario e competente, cerca di tenere insieme i pochi superstiti pacifici sulla Stazione. Sebbene la sua volontà di salvare vite sia forte, sembra anche capace di sacrificare qualcuno pur di sopravvivere.
- Ricardo: il vice di Waits.
- Marlow: fu la squadra di quest'uomo a rinvenire la nave spaziale precipitata su LV-426. Durante l'esplorazione della stiva, sua moglie venne attaccata da uno Stringifaccia. La successiva impossibilità di affrontare l'infezione aliena ha portato alla nascita dello Xenomorfo che infesta la stazione Sevastopol.

### Nemici
- I Coloni: il panico scatenatosi dopo l'inizio del massacro sulla stazione ha portato i suoi abitanti a ricorrere a ogni mezzo pur di sfuggire all'orribile morte portata dall'alieno. Sebbene alcuni di loro non rappresentino una minaccia vera e propria, è consigliabile evitare di ritrovarsi sul cammino delle pattuglie armate per non infastidirli.
- Gli Androidi Serie-Z: questi rudimentali automi hanno svolto funzioni del tutto secondarie sulla stazione Sevastopol fino alla crisi generale dell'infezione. Ora il loro processore, danneggiato e alterato dalle istruzioni di APOLLO, li porta a uccidere a vista qualsiasi intruso. I loro corpi sono studiati per resistere a danni fisici e alte temperature, rendendoli degli avversari letali in corpo a corpo qualora non si disponga di armi adatte a danneggiarli.
- Gli Stringifaccia: nati dalle uova aliene, il loro scopo è infettare i propri ospiti permettendo la nascita di altri Xenomorfi. Il tempismo è tutto quando ci si ritrova faccia a faccia con questi piccoli esseri, onde evitare di venire aggrediti e messi al tappeto.
- Lo Xenomorfo: «un organismo perfetto. Un superstite, non influenzato da rimorsi.» Questo sensazionale predatore è capace di sfruttare ogni propria abilità fisica per cacciare la sua preda ovunque essa si trovi. I suoi sensi sono altamente sviluppati. La sua velocità e la sua forza non danno scampo alla preda, molto spesso persino ignara della sua presenza. Esso è praticamente invulnerabile e nessuna arma ha effetto su di lui. La sola cosa che lo fa retrocedere è il fuoco che sembra spaventarlo e farlo soffrire. Un altro metodo per allontanarlo è quello di usare dispositivi acustici per distrarlo.

## Modalità di gioco
A differenza di molti altri giochi del franchise Alien, questo gioco ha un solo Xenomorfo per la maggior parte della durata del titolo, che non può essere ucciso. Questo richiede al giocatore di utilizzare tattiche furtive per sopravvivere. Le armi che si potranno acquisire nel corso del gioco saranno efficaci solo contro umani e androidi, o per spaventare l'alieno (specialmente il lanciafiamme).
Invece di seguire un percorso prestabilito, l'intelligenza artificiale dell'alieno è stata programmata per cacciare continuamente il giocatore in base alla sua vista, al suo olfatto e al rumore che il giocatore farà. Questo crea l'illusione che l'alieno modifichi in modo appropriato la sua strategia di caccia. Ciò include la possibilità per l'alieno di indagare su «fonti secondarie». Ad esempio, se si accorge di un armadietto lasciato aperto dal giocatore, comincerà a cercare con più attenzione nella zona. L'alieno emette anche vocalizzazioni specifiche a seconda del suo intento: un urlo può indicare che sta per attaccare, mentre altri suoni possono indicare che sta cacciando, che ha visto qualcosa, o che ha perso le tracce della sua preda.
Il giocatore ha la possibilità di accovacciarsi per nascondersi dalla vista dei nemici, e può sbirciare senza farsi vedere. Si ha la possibilità di correre e verranno dati in dotazione una torcia elettrica e un rilevatore di movimento. Tuttavia, usando uno di questi attrezzi, le possibilità di essere scoperti aumentano, poiché il rilevatore fa rumore e la torcia, ovviamente, fa luce. Il giocatore può nascondersi sotto i tavoli o dentro gli armadietti, e a volte sarà possibile premere un tasto per far trattenere il respiro ad Amanda per evitare di fare rumore. I livelli sono stati progettati per essere «non-lineari», con diversi punti di entrata e di uscita dalle stanze. Questo offre percorsi alternativi ai nemici per attaccare, e al giocatore per scappare.
Il rilevatore di movimento è in grado di fornire la posizione approssimativa dei nemici quando sono in movimento. Utilizzando questo strumento si attiva un effetto di profondità che fa sì che il rilevatore sia ben visibile e nitido, mentre lo sfondo, cioè quello che si trova davanti al giocatore, diventa sfocato. Con un tasto si può rendere nitido lo sfondo e sfocare il rilevatore, ma non si può avere una visione chiara di entrambe le cose contemporaneamente. Il gioco dispone di un sistema di crafting che permette al giocatore di creare armi e strumenti per difendersi e sopravvivere. Gli oggetti per il crafting appaiono in luoghi casuali che cambiano ogni volta che si riapre il gioco, costringendo il giocatore a esplorare per intero i livelli invece di memorizzare le posizioni degli strumenti precedentemente trovati. Durante il gioco si incontreranno vari terminali dai quali si possono scoprire informazioni che fanno parte della trama. È presente anche un sistema di ricablaggio che permette di attivare o disattivare telecamere, porte, sistema altoparlante, purificazione dell'aria, illuminazione, allarmi...
La colonna sonora del gioco è basata principalmente sui suoni dell'ambiente per migliorare l'atmosfera. Tuttavia ci sono alcune sequenze con presenza di musica, e quando l'alieno è nelle vicinanze il ritmo e il rumore della musica aumenteranno.

## Contenuti scaricabili
L'edizione del gioco Nostromo Edition contiene il contenuto scaricabile Equipaggio sacrificabile con l'equipaggio originale della Nostromo. L'edizione Ripley Edition Contiene il DLC Unica superstite dove, nei panni di Ellen Ripley, bisognerà attivare l'autodistruzione della Nostromo e scappare.

## Successo commerciale
SEGA ha annunciato che nel maggio 2015 il gioco ha venduto oltre 2,1 milioni di copie.